# 羊寮溪
羊寮溪，又稱福興溪，舊稱蚵殼港溪，為台灣北部的一條河川，幹流長度約16.73公里，流域面積約34.00平方公里，中下游河段為桃園市新屋區與新竹縣新豐鄉、湖口鄉的天然界線。

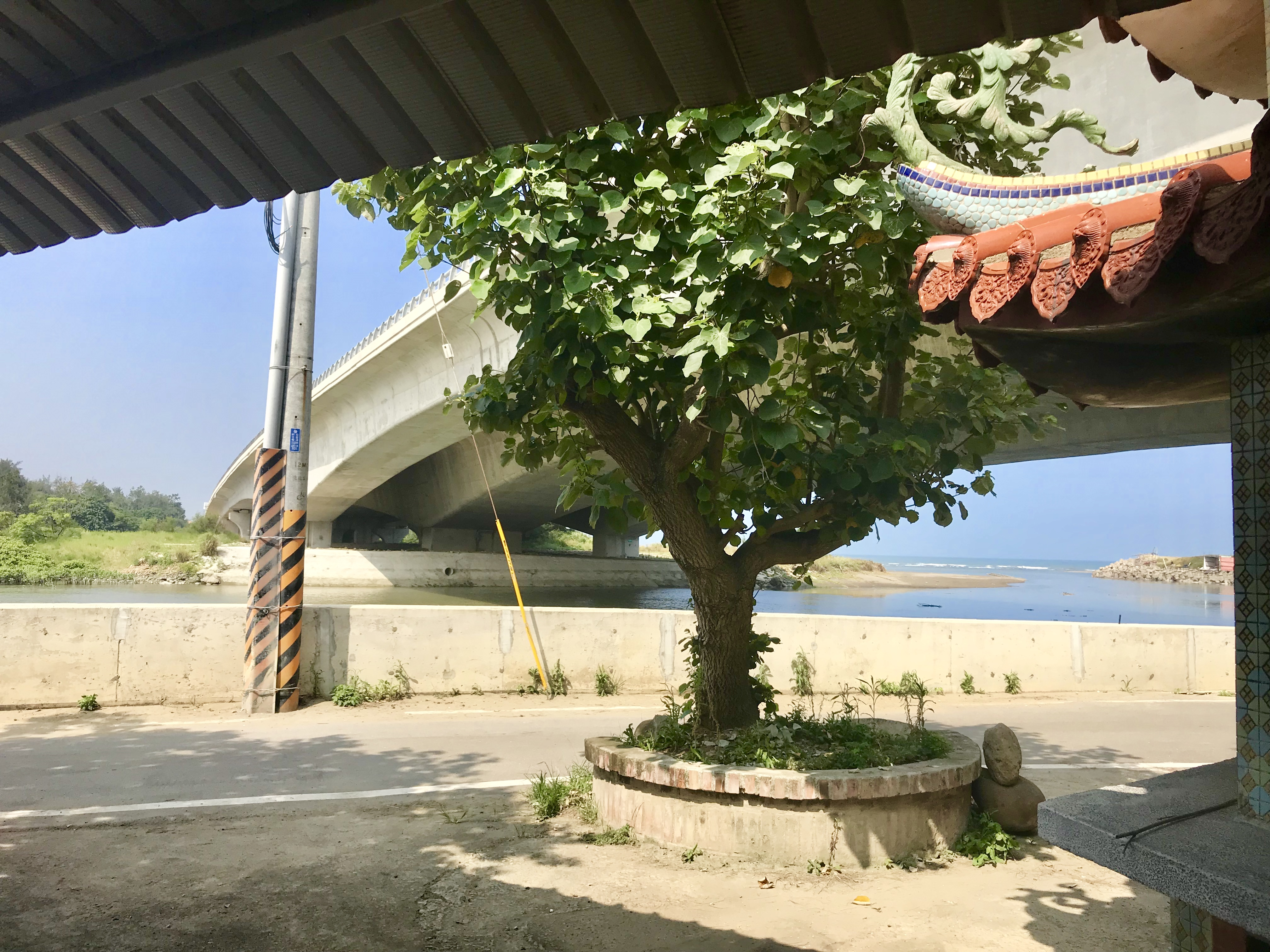
十五王公廟前的羊寮溪出海口與西部濱海快速公路橋。

羊寮溪發源於桃園市楊梅區富岡東南方的長崗嶺，源頭標高約140公尺。上游自楊梅伯公岡一帶流入新屋區，自東向西橫貫望間里境，有北側支流十五間溪來匯，再流至後庄里南側有西北向的六股溪匯入，於蚵間里羊寮西側蚵殼港注入臺灣海峽。

## 水系主要河川
以下由下游至源頭列出水系主要河川及其流域範圍，其中粗體字為主流河道。
- 羊寮溪：新竹縣新豐鄉 、桃園市新屋區、楊梅區
  - 大深坑溪：新竹縣新豐鄉、桃園市新屋區、楊梅區
    - 六股溪：新竹縣新豐鄉、桃園市楊梅區
    - 十五間溪：桃園市新屋區、楊梅區
      - 下陰影窩溪：桃園市楊梅區